# Juanmi Jiménez
Juan Miguel Jiménez López (ur. 20 maja 1993 w Coín) – hiszpański piłkarz występujący na pozycji napastnika w hiszpańskim klubie Getafe CF, do którego jest wypożyczony z Realu Betis.

## Kariera klubowa
Juanmi karierę rozpoczynał w 2009 roku w rezerwach Málagi, grających w Tercera División. W 2010 roku został włączony do jej pierwszej drużyny, występującej w Primera División. W lidze tej zadebiutował 17 stycznia 2010 roku w wygranym 1:0 pojedynku z Getafe CF. 12 września 2010 roku w wygranym 5:3 spotkaniu z Realem Saragossa strzelił pierwszego gola w Primera División. W 2012 roku zajął z zespołem 4. miejsce w tych rozgrywkach.

## Kariera reprezentacyjna
Juanmi jest byłym reprezentantem Hiszpanii U-17, U-18 oraz U-19. Wraz z kadrą U-19 w 2011 roku, a także w 2012 roku zdobył mistrzostwo Europy.

### Statystyki klubowe
| Sezon   | Klub             | Kraj      | Liga               | Mecze | Bramki | Puchar Kraju                          | Mecze | Bramki | Puchary Europejskie | Mecze | Bramki |
| ------- | ---------------- | --------- | ------------------ | ----- | ------ | ------------------------------------- | ----- | ------ | ------------------- | ----- | ------ |
| 2009/10 | Málaga B         | Hiszpania | Segunda División B | 22    | 1      | -                                     | -     | -      | -                   | -     | -      |
| 2009/10 | Málaga CF        | Hiszpania | Primera División   | 5     | 0      | Puchar Króla                          | 1     | 1      | -                   | -     | -      |
| 2010/11 | Málaga CF        | Hiszpania | Primera División   | 17    | 4      | -                                     | -     | -      | -                   | -     | -      |
| 2011/12 | Málaga CF        | Hiszpania | Primera División   | 6     | 1      | Puchar Króla                          | 1     | 1      | -                   | -     | -      |
| 2012/13 | Málaga CF        | Hiszpania | Primera División   | 1     | 1      | Puchar Króla                          | 4     | 0      | Liga Mistrzów UEFA  | 2     | 0      |
| 2012/13 | Racing Santander | Hiszpania | Segunda División   | 19    | 0      | -                                     | -     | -      | -                   | -     | -      |
| 2013/14 | Málaga CF        | Hiszpania | Primera División   | 22    | 4      | Puchar Króla                          | 2     | 1      | -                   | -     | -      |
| 2014/15 | Málaga CF        | Hiszpania | Primera División   | 34    | 8      | Puchar Króla                          | 4     | 0      | -                   | -     | -      |
| 2015/16 | Southampton      | Anglia    | Premier League     | 12    | 0      | Puchar Ligi Angielskiej Puchar Anglii | 2 1   | 0 0    | Liga Europy UEFA    | 4     | 0      |
| 2016/17 | Real Sociedad    | Hiszpania | Primera División   | 35    | 11     | Puchar Króla                          | 6     | 4      | -                   | -     | -      |
| 2017/18 | Real Sociedad    | Hiszpania | Primera División   | 28    | 8      | Puchar Króla                          | 2     | 1      | Liga Europy UEFA    | 5     | 1      |
| 2018/19 | Real Sociedad    | Hiszpania | Primera División   | 30    | 5      | Puchar Króla                          | 4     | 1      | -                   | -     | -      |

Stan na: 20 maja 2019 r.